# ルイ・ピカモール
ルイ・ピカモール（Louis Picamoles、1986年2月5日 - ）は、フランスの元ラグビー選手。

## プロフィール
- フランス・パリ出身。
- 現役時代のポジションはフランカー(FL)、ナンバーエイト(No.8)。
- 身長 192cm、体重 116kg
- フランス代表通算キャップ数は82でラグビーワールドカップ2011・ラグビーワールドカップ2015・ラグビーワールドカップ2019のフランス代表に選ばれた[1]。

## 略歴
モンペリエ、トゥールーズ、ノーサンプトン・セインツを経て、2017年、モンペリエに復帰。 
2021年、ボルドーに加入。
2022年、現役を引退した。